# Doctor Who (5.ª temporada clássica)
A quinta temporada clásica da série de televisão britânica de ficção científica Doctor Who estreou em 2 de setembro de 1967 com a história The Tomb of the Cybermen e terminou em 1 de junho de 1968 com The Wheel in Space. Apenas 22 dos 40 episódios sobrevivem nos arquivos da BBC; 18 permanecem perdidos.  Como resultado, 2 arcos estão completos.

## Elenco

### Principal
- Patrick Troughton como o Segundo Doutor
- Frazer Hines como Jamie McCrimmon
- Deborah Watling como Victoria Waterfield
- Wendy Padbury como Zoe Heriot

Patrick Troughton, Frazer Hines e Deborah Watling interpretam o Segundo Doutor, Jamie McCrimmon e Victoria Waterfield, respectivamente. Deborah Watling parte na penúltima história, Fury from the Deep. Wendy Padbury faz sua estreia como Zoe Heriot no final da temporada, em The Wheel in Space.

### Participação especial
Jack Watling faz sua primeira e última aparições na temporada como o professor Edward Travers nos arcos The Abominable Snowmen e The Web of Fear. Watling continuaria a reprisar seu papel de Travers, trinta anos depois, no filme Downtime.
Michael Kilgarriff faz sua primeira aparição como o Cyber-Controller em Tomb of the Cybermen. Kilgarriff iria reprisar o papel dezoito anos depois em Attack of the Cybermen, em 1985.
The Web of Fear introduziu Nicholas Courtney como o coronel Lethbridge-Stewart. Ele apareceu em seguida no The Invasion da temporada seguinte, e tornou-se um personagem de apoio regular na 7.ª temporada à 13.ª temporada. Ele fez aparições subsequentes na 20.ª e 26.ª temporada.

## Seriais
Victor Pemberton foi editor de roteiro de The Tomb of the Cybermen, com Peter Bryant como produtor. Depois disso, Bryant retomou seu papel de editor de roteiros com Innes Lloyd como produtor até The Web of Fear, onde Bryant assumiu o papel de produtor. Derrick Sherwin substituiu Bryant como editor de roteiro, The Enemy of the World foi o último arco visto sob a direção de drama e criador Sydney Newman, que deixou a BBC depois que seu contrato expirou em 1967.
Dois arcos, The Tomb of the Cybermen e The Enemy of the World, estão completos nos arquivos da BBC; estes também são os únicos completos das primeiras duas temporadas do mandato de Patrick Troughton como o Doutor. Os dois episódios perdidos de The Ice Warriors foram recriados de forma animada para o lançamento em DVD dessa história, de forma semelhante à The Invasion da 6.ª temporada, enquanto The Web of Fear foi lançado em DVD em 2014 com uma reconstrução de telesnap de seu único episódio perdido. Do restante, Fury from the Deep é a mais recente arco que está completamente ausente, sem episódios nos arquivos, enquanto os outros dois têm três episódios existentes entre eles.
The Enemy of the World apresentou Patrick Troughton interpretando o Doutor e o vilão Salamandra; essa foi a primeira vez que o ator principal interpretou tanto sua parte regular quanto a parte do vilão desde The Massacre of St Bartholomew's Eve na terceira temporada.
| 37 | 1 | The Tomb of the Cybermen | "Episode 1"      | Morris Barry        | Kit Pedler e Gerry Davis               | 2 de setembro de 1967   | MM | 6,0 | 53 |
| 37 | 1 | The Tomb of the Cybermen | "Episode 2"      | Morris Barry        | Kit Pedler e Gerry Davis               | 9 de setembro de 1967   | MM | 6,4 | 52 |
| 37 | 1 | The Tomb of the Cybermen | "Episode 3"      | Morris Barry        | Kit Pedler e Gerry Davis               | 16 de setembro de 1967  | MM | 7,2 | 49 |
| 37 | 1 | The Tomb of the Cybermen | "Episode 4"      | Morris Barry        | Kit Pedler e Gerry Davis               | 23 de setembro de 1967  | MM | 7,4 | 50 |
| Ao levar Victoria em sua primeira viagem, a tripulação da TARDIS chega a Telos, onde encontram uma expedição para escavar a tumba dos Cybermen. Dentro do túmulo, eles encontram pequenas criaturas de metal, armadilhas e dezenas de Cybermen congelados que estão prestes a acordar. |   |                          |                  |                     |                                        |                         |    |     |    |
| 38 | 2 | The Abominable Snowmen   | "Episode One"†   | Gerald Blake        | Mervyn Haisman e Henry Lincoln         | 30 de setembro de 1967  | NN | 6,3 | 50 |
| 38 | 2 | The Abominable Snowmen   | "Episode Two"    | Gerald Blake        | Mervyn Haisman e Henry Lincoln         | 7 de outubro de 1967    | NN | 6,0 | 52 |
| 38 | 2 | The Abominable Snowmen   | "Episode Three"† | Gerald Blake        | Mervyn Haisman e Henry Lincoln         | 14 de outubro de 1967   | NN | 7,1 | 51 |
| 38 | 2 | The Abominable Snowmen   | "Episode Four"†  | Gerald Blake        | Mervyn Haisman e Henry Lincoln         | 21 de outubro de 1967   | NN | 7,1 | 50 |
| 38 | 2 | The Abominable Snowmen   | "Episode Five"†  | Gerald Blake        | Mervyn Haisman e Henry Lincoln         | 28 de outubro de 1967   | NN | 7,2 | 51 |
| 38 | 2 | The Abominable Snowmen   | "Episode Six"†   | Gerald Blake        | Mervyn Haisman e Henry Lincoln         | 4 de novembro de 1967   | NN | 7,4 | 52 |
| A tripulação da TARDIS chega em uma encosta fria e ventosa dentro do Himalaia. Depois de explorar, o Doutor — vestindo um casaco extremamente peludo — é confundido com o que eles acham que poderia ser um Yeti. Acontece que o Yeti já vagando pelas montanhas são robôs criados na esperança de que a Grande Inteligência alcance a forma material.                                              |   |                          |                  |                     |                                        |                         |    |     |    |
| 39 | 3 | The Ice Warriors         | "One"            | Derek Martinus      | Brian Hayles                           | 11 de novembro de 1967  | OO | 6,7 | 52 |
| 39 | 3 | The Ice Warriors         | "Two"†           | Derek Martinus      | Brian Hayles                           | 18 de novembro de 1967  | OO | 7,1 | 52 |
| 39 | 3 | The Ice Warriors         | "Three"†         | Derek Martinus      | Brian Hayles                           | 25 de novembro de 1967  | OO | 7,4 | 51 |
| 39 | 3 | The Ice Warriors         | "Four"           | Derek Martinus      | Brian Hayles                           | 2 de dezembro de 1967   | OO | 7,3 | 51 |
| 39 | 3 | The Ice Warriors         | "Five"           | Derek Martinus      | Brian Hayles                           | 9 de dezembro de 1967   | OO | 8,0 | 50 |
| 39 | 3 | The Ice Warriors         | "Six"            | Derek Martinus      | Brian Hayles                           | 16 de dezembro de 1967  | OO | 7,5 | 51 |
| Em um futuro distante, a tripulação da Base Brittanicus luta para controlar um ionizador, que eles estão usando para retardar o progresso das geleiras sobre a Grã-Bretanha. Uma criatura encontrada no gelo é levada de volta para a base, o sequestro Victoria uma vez descongelada e levá-la a despertar sua corrida a partir do glaciar, que se identificam como Ice Warriors do planeta Marte. |   |                          |                  |                     |                                        |                         |    |     |    |
| 40 | 4 | The Enemy of the World   | "Episode 1"      | Barry Letts         | David Whitaker                         | 23 de dezembro de 1967  | PP | 6,8 | 50 |
| 40 | 4 | The Enemy of the World   | "Episode 2"      | Barry Letts         | David Whitaker                         | 30 de dezembro de 1967  | PP | 7,6 | 49 |
| 40 | 4 | The Enemy of the World   | "Episode 3"      | Barry Letts         | David Whitaker                         | 6 de janeiro de 1968    | PP | 7,1 | 48 |
| 40 | 4 | The Enemy of the World   | "Episode 4"      | Barry Letts         | David Whitaker                         | 13 de janeiro de 1968   | PP | 7,8 | 49 |
| 40 | 4 | The Enemy of the World   | "Episode 5"      | Barry Letts         | David Whitaker                         | 20 de janeiro de 1968   | PP | 6,9 | 49 |
| 40 | 4 | The Enemy of the World   | "Episode 6"      | Barry Letts         | David Whitaker                         | 27 de janeiro de 1968   | PP | 8,3 | 52 |
| Chegando na Austrália em 2018, o Doutor descobre que ele tem um doppelgänger maligno chamado Salamandra, um cientista e político, que planeja governar o mundo com vulcões. Apesar daqueles que seguem seu reinado final, o Doutor personifica-o para obter acesso total à sua estação de pesquisa e revelá-lo por quem ele realmente é.                                                            |   |                          |                  |                     |                                        |                         |    |     |    |
| 41 | 5 | The Web of Fear          | "Episode 1"      | Douglas Camfield    | Mervyn Haisman e Henry Lincoln         | 3 de fevereiro de 1968  | QQ | 7,2 | 54 |
| 41 | 5 | The Web of Fear          | "Episode 2"      | Douglas Camfield    | Mervyn Haisman e Henry Lincoln         | 10 de fevereiro de 1968 | QQ | 6,8 | 53 |
| 41 | 5 | The Web of Fear          | "Episode 3"†     | Douglas Camfield    | Mervyn Haisman e Henry Lincoln         | 17 de fevereiro de 1968 | QQ | 7,0 | 51 |
| 41 | 5 | The Web of Fear          | "Episode 4"      | Douglas Camfield    | Mervyn Haisman e Henry Lincoln         | 24 de fevereiro de 1968 | QQ | 8,4 | 53 |
| 41 | 5 | The Web of Fear          | "Episode 5"      | Douglas Camfield    | Mervyn Haisman e Henry Lincoln         | 2 de março de 1968      | QQ | 8,0 | 55 |
| 41 | 5 | The Web of Fear          | "Episode 6"      | Douglas Camfield    | Mervyn Haisman e Henry Lincoln         | 9 de março de 1968      | QQ | 8,3 | 55 |
| Evitando uma substância semelhante a uma teia do espaço, a TARDIS aterrissa no metrô de Londres. Mas quando descobrem que o Yeti está subitamente executando o sistema, o caos ocorre para todos, até mesmo para os militares. O Doutor, com a ajuda dos militares, tenta impedi-los de invadir o metrô de Londres.                                                                                 |   |                          |                  |                     |                                        |                         |    |     |    |
| 42 | 6 | Fury from the Deep       | "Episode 1"†     | Hugh David          | Victor Pemberton                       | 16 de março de 1968     | RR | 8,2 | 55 |
| 42 | 6 | Fury from the Deep       | "Episode 2"†     | Hugh David          | Victor Pemberton                       | 23 de março de 1968     | RR | 7,9 | 55 |
| 42 | 6 | Fury from the Deep       | "Episode 3"†     | Hugh David          | Victor Pemberton                       | 30 de março de 1968     | RR | 7,7 | 56 |
| 42 | 6 | Fury from the Deep       | "Episode 4"†     | Hugh David          | Victor Pemberton                       | 6 de abril de 1968      | RR | 6,6 | 56 |
| 42 | 6 | Fury from the Deep       | "Episode 5"†     | Hugh David          | Victor Pemberton                       | 13 de abril de 1968     | RR | 5,9 | 56 |
| 42 | 6 | Fury from the Deep       | "Episode 6"†     | Hugh David          | Victor Pemberton                       | 20 de abril de 1968     | RR | 6,9 | 57 |
| A TARDIS pousa no Mar do Norte na costa leste da Inglaterra. O Doutor, Jamie e Victoria investigam uma praia próxima, onde há algo desagradável nos canos. Uma base de refinaria os aprisiona e logo revela que um parasita foi sugado de algas e está tomando o controle mental daqueles que entram em contato.                                                                                    |   |                          |                  |                     |                                        |                         |    |     |    |
| 43 | 7 | The Wheel in Space       | "Episode 1"†     | Tristan DeVere Cole | David Whitaker e Kit Pedler (história) | 27 de abril de 1968     | SS | 7,2 | 57 |
| 43 | 7 | The Wheel in Space       | "Episode 2"†     | Tristan DeVere Cole | David Whitaker e Kit Pedler (história) | 4 de maio de 1968       | SS | 6,9 | 60 |
| 43 | 7 | The Wheel in Space       | "Episode 3"      | Tristan DeVere Cole | David Whitaker e Kit Pedler (história) | 11 de maio de 1968      | SS | 7,5 | 55 |
| 43 | 7 | The Wheel in Space       | "Episode 4"†     | Tristan DeVere Cole | David Whitaker e Kit Pedler (história) | 18 de maio de 1968      | SS | 8,6 | 56 |
| 43 | 7 | The Wheel in Space       | "Episode 5"†     | Tristan DeVere Cole | David Whitaker e Kit Pedler (história) | 25 de maio de 1968      | SS | 6,8 | 57 |
| 43 | 7 | The Wheel in Space       | "Episode 6"      | Tristan DeVere Cole | David Whitaker e Kit Pedler (história) | 1 de junho de 1968      | SS | 6,5 | 62 |
| O Doutor e Jamie se encontram em uma nave espacial deserta que leva Cybermen para uma estação espacial próxima, The Wheel. |   |                          |                  |                     |                                        |                         |    |     |    |

↑†  Episódio perdido

## Episódios perdidos
- The Abominable Snowmen – Episódios 1, 3 – 6 (num total de 6)
- The Ice Warriors – Episódios 2 & 3 (num total de 6)
- The Web of Fear – Episódio 3 (num total de 6)
- Fury from the Deep – Todos os 6 episódios
- The Wheel in Space – Episódios 1, 2, 4 & 5 (num total de 6)

## Lançamentos em DVD
| Título do arco | Número e duração dos episódios         | Data de lançamento (Região 2) | Data de lançamento (Região 4) | Data de lançamento (Região 1)                         |
| --- | -------------------------------------- | ----------------------------- | ----------------------------- | ----------------------------------------------------- |
| The Tomb of the Cybermen | 4 × 25 min.                            | 14 de janeiro de 2002         | 4 de abril 2002               | 6 de agosto de 2002                                   |
| The Tomb of the Cybermen – Edição Especial Disponível apenas como parte do box Revisitations 3 definida nas Regiões 2 e 4. Disponível apenas individualmente na Região 1. | 4 × 25 min.                            | 13 de fevereiro de 2012       | 1 de março de 2012            | 13 de março de 2012                                   |
| The Ice Warriors | 6 × 25 min.                            | 26 de agosto de 2013          | 28 de agosto de 2013          | 17 de setembro de 2013                                |
| The Enemy of the World | 6 × 25 min.                            | 25 novembro de 2013           | 27 de novembro de 2013        | 10 dezembro de 2013 (Canadá) 20 de maio de 2014 (EUA) |
| The Enemy of the World – Edição Especial | 6 × 25 min.                            | 26 de março de 2018           | 8 de agosto de 2018           | —                                                     |
| The Web of Fear | 5 × 25 min. 1 x 25 min. (reconstrução) | 24 de fevereiro de 2014       | 26 de fevereiro 2014          | 22 de abril de 2014                                   |

Lost in Time

Lost in Time foi lançado em dois formatos na Região 1, com lançamentos individuais para os volumes um e dois (que cobrem os episódios do Primeiro Doutor e do Segundo Doutor, respectivamente), bem como uma edição combinando ambos os volumes. Nas Regiões 2 e 4, Lost in Time está disponível apenas como o volume único combinado.
| Inclui episódios de | Número e duração dos episódios | Data de lançamento (Região 2) | Data de lançamento (Região 4)                                                 | Data de lançamento (Região 1) |
| --- | ------------------------------ | ----------------------------- | ----------------------------------------------------------------------------- | ----------------------------- |
| The Abominable Snowmen (episódio 2 de 6) The Enemy of the World (episódio 3 de 6) The Web of Fear (episódio 1 de 6) The Wheel in Space (episódiis 3 & 6 de 6) (Inclui também cenas sobreviventes de Fury from the Deep) | 5 × 25 min.                    | 1 de novembro xe 2004         | 2 de dezembro de 2004 (lançamento original) 1 de julho de 2010 (relançamento) | 2 de novembro de 2004         |

## Novelizações
| Título do arco           | Título do livro                         | Autor            | Primeira publicação    |
| ------------------------ | --------------------------------------- | ---------------- | ---------------------- |
| The Tomb of the Cybermen | Doctor Who and the Tomb of the Cybermen | Gerry Davis      | 18 de maio de 1978     |
| The Abominable Snowmen   | Doctor Who and the Abominable Snowmen   | Terrance Dicks   | 21 de novembro de 1974 |
| The Ice Warriors         | Doctor Who and the Ice Warriors         | Brian Hayles     | 18 de março de 1976    |
| The Enemy of the World   | Doctor Who and the Enemy of the World   | Ian Marter       | 17 de abril de 1981    |
| The Web of Fear          | Doctor Who and the Web of Fear          | Terrance Dicks   | 19 de agosto de 1976   |
| Fury from the Deep       | Fury from the Deep                      | Victor Pemberton | 22 de maio de 1986     |
| The Wheel in Space       | The Wheel in Space                      | Terrance Dicks   | 17 de março ds 1988    |